# Ganade
Ganade (llamada oficialmente San Bartolomeu de Ganade) es una parroquia y una aldea del municipio español de Ginzo de Limia, en la provincia de Orense, Galicia.

## Toponimia
La parroquia también es conocida por el nombre de San Bartolomé de Ganade.

## Organización territorial
La parroquia está formada por cuatro entidades de población, constando tres de ellas en el nomenclátor del Instituto Nacional de Estadística español:
- Ganade
- Gorgonloza (A Gorgonloza)
- O Estremadoiro
- San Victorio (San Vitoiro)

## Demografía

### Parroquia
| Gráfica de evolución demográfica de Ganade (parroquia) entre 2000 y 2022 |
|                                                                          |
| Datos según el nomenclátor publicado por el INE.                         |

### Aldea
| Gráfica de evolución demográfica de Ganade (aldea) entre 2000 y 2022 |
|                                                                      |
| Datos según el nomenclátor publicado por el INE.                     |